# Sinularia lochmodes
Sinularia lochmodes is een zachte koraalsoort uit de familie Alcyoniidae. De koraalsoort komt uit het geslacht Sinularia. Sinularia lochmodes werd in 1926 voor het eerst wetenschappelijk beschreven door Kolonko. 